# Perito (comuna)
Perito é uma comuna italiana da região da Campania, província de Salerno, com cerca de 1.101 habitantes. Estende-se por uma área de 23 km², tendo uma densidade populacional de 48 hab/km². Faz fronteira com Cicerale, Lustra, Monteforte Cilento, Orria, Prignano Cilento, Rutino, Salento.

## Demografia
| Variação demográfica do município entre 1861 e 2011                               |
|                                                                                   |
| Fonte: Istituto Nazionale di Statistica (ISTAT) - Elaboração gráfica da Wikipedia |